# 荒木珠奈
荒木珠奈（あらき　たまな）は主に版画やインスタレーションなどを中心に制作する現代アーティスト。

## 概要
1970年に東京都で生まれる。1991年に武蔵野美術大学短期大学部を卒業後、メキシコ国立自治大学美術学部に聴講生として留学。メキシコ留学時代に版画の技法に出会い、90年代から、版画、立体、インスタレーションなど幅広い表現の作品を発表。ワークショップを通じて、こどもやメキシコの先住民などさまざまな人々と共同で作品制作も行う。現在はニューヨークを拠点に、自身のペースで活動を続けている。

### 略年表
1970年、東京都生まれ
1989年、自由の森学園卒業
1989-1991年、武蔵野美術大学短期大学部
1991年、武蔵野美術大学短期大学部卒業
1991-1992年、武蔵野美術大学短期大学部専攻科
1993-1994年、メキシコ国立自治大学美術学部／サン・カルロス大学院（聴講生）
1995-1997年、武蔵野美術大学造形学部（学士）
1997年、武蔵野美術大学造形学部卒業（学士）
2004-2005年、メキシコ国立エスメラルダ美術学校（招待作家／ポーラ美術振興財団在外研修員）現在ニューヨークを拠点に活動
2007年、埼玉県入間市にスタジオを構える
2008年、オアハカ州立自治大学ベニト・ファレス美術学校（客員教授）
2010年、メキシコ政府奨学金留学生
2012年~ ニューヨーク市在住

## 主な個展
1994年「Caja de Grabados/版画の箱」メキシコ工科大学、メキシコシティ
1996年「旅・El Viaje」ギャラリーアート倉庫、東京
1997年「旅のつづき」「a’s」gallery art soko cellar、東京
　　　　「痛みを縫い取る」「a’s」gallery art soko cellar
　　　　「焦がれた跡」ギャラリイK、東京
　　　　「手の中の珠」「a’s」gallery art soko cellar
1998年「夜に行く舟」ギャラリーアート倉庫
1999年「うち」Gallery Jin（東京）
　　　　「銅版画展」Za Gallery、東京
　　　　「昼の朱、夜の朱」松明堂ギャラリー、東京
　　　　「落ちてきた　空の底」Gallery IDEA、東京
　　　　「ＭＯＴコレクション展示：みんなの中にいる私」
2000年「遠くで永く」エキシビジョン・スペース、東京（cat.）
　　　　「手紙の届く日」Za Gallery、京都／G.Hギャラリー、東京
　　　　「銅版画展」Tea&Gallery　花影抄、東京
　　　　「途中の森」Gallery Jin
2001年「バス道」松明堂ギャラリー　
　　　　「サーカス前夜」Tea&Gallery　花影抄
　　　　「Inner CIRCUS」プラスマイナスギャラリー、東京
2002年「銅版画展」Za Gallery、京都
2003年「Evoke under a Circle」ギャラリーブリキ星、東京
　　　　「銅版画展・絵空事」Tea&Gallery　花影抄
2004年「地下の海」松明堂ギャラリー／アートスペース虹、京都
　　　　「銅版画展1994-2004」Tea&Gallery　花影抄
2005年「El Ombligo de la Luna/月のへそ」ガレリア・エル・エスタジオ、メキシコシティ
　　　　「へびとまつり」巷房、東京
2006年「虹蛇」エキシビジョン・スペース（cat.）
　　　　「光の蕾」ギャラリーブリキ星
　　　　「荒木珠奈展」大黒屋、栃木
2007年「荒木珠奈展」ろば屋、新潟／西々、高松
2008年「荒木珠奈」巷房
　　　　「MAMプロジェクト008：荒木珠奈」森美術館ギャラリー2（東京）
2018年「インプリントまちだ展2018　荒木珠奈　記憶の繭を紡ぐ　」町田市立国際版画美術館（東京）
2022年「Itinerant Eyes」Culture Lab LIC（ニューヨーク）
2023年「うえののそこから「はじまり、はじまり」荒木珠奈展　東京都美術館ギャラリーA・B・C」

## 主なグループ展
1994年「Memoria en Manos」セラヤ文化センター、メキシコ
1998年「手の内を明かす」喫茶シントン、東京／LOCI、北海道
　　　　「フィリップモリスアートアワード最終審査展」東京国際フォーラム展示ホール、東京
1999年「Lines of Sight/Site」武蔵野美術大学美術資料図書館／アルバータ大学／カルガリー大学、カナダ
　　　　「SKYDOOR Small art works 2000」SKYDOOR ART PLACE 青山、東京
2000年「岡本太郎記念現代美術大賞入選作品展」川崎市岡本太郎美術館
2001年「Contemporary Tokyo Prints」フローリック・ギャラリー、オレゴン、アメリカ
　　　　「〈まち〉がミュージアム！」富士吉田市市街、山梨
2002年「Traces, Imprints and Tales: Japanese Contemporary Art Draws From tradition」ケラヴァ美術館　フィンランド（cat.）
2003年「ひかりのたからもの―赤崎みま、荒木珠奈二人展」
2005年「Panoramica Descentro,Mirando lo Natural」エクス・テレサ国立現代美術センター、メキシコシティ
　　　　「スイート・メモリーズ」北海道立近代美術館（cat.）
2006年「さわって楽しむ現代美術展」浜田市世界こども美術館（cat.）
　　　　「MOTコレクション特集展示：みんなの中にいる私」東京都現代美術館
2007年「２匹：荒木珠奈＋パトリシア・ソリアーノ」松明堂ギャラリー/Roof、東京
　　　　「新鋭展：荒木珠奈、ムラタ有子」ポーラ　ミュージアム　アネックス、東京
　　　　「¡Fiestas de chiapas!」千空間、東京/エキジビジョン・スペース、東京（cat.）
2008年「シンザブロウ・タケダ国内版画ビエンナーレ」オアハカ州立オアハカ絵画美術館
2009年「City_net Asia 2009」Seoul Museum of Art（ソウル）
2019年「MOTサテライト 2019　ひろがる地図」東京都現代美術館（東京）

## その他の活動
2003年　映画『サヨナラCOLOR』（監督：竹中直人）ランプ制作
2012年　絵本「Als die Sonne ein Kind war (NeNe Sol)」挿絵、BAOBAB BOOKS（バーゼル）

### テレビでの紹介
NHK 日曜美術館　2023年9月24日放送

## パブリックコレクション
武蔵野美術大学 美術館・図書館、浜田市世界こども美術館、東京都現代美術館、町田市立国際版画美術館